# EMD DDA40X
EMD DDA40X es una locomotora diésel-eléctrica clase D-D de 6600 caballos de potencia (4,92 MW) construido por la división EMD de General Motors EMD de La Grange, Illinois para el ferrocarril Union Pacific. Apodados "Centennial" porque fueron construidos alrededor del centésimo aniversario de la finalización del Primer Ferrocarril Transcontinental, DDA40X utiliza dos motores Diésel, cada uno con una potencia de 3,300 caballos de potencia (2,46 MW). 

## Competidores
La DDA40X es la locomotora diésel-eléctrica de una sola unidad más poderosa jamás construida, aunque los diseños más recientes como GE AC6000CW y EMD SD90MAC se han acercado a tal potencia. Es la segunda locomotora de combustión interna más poderosa jamás construida, superada solo por las unidades de turbina de gas GTEL de Union Pacific y ciertas locomotoras a vapor. También es la locomotora diésel de una sola unidad más larga que jamás se haya construido.

## Descripción
En 1969, Union Pacific retiraba las últimas locomotoras a turbina de gas eléctrica. Union Pacific había ordenado que los DD35 y DD35A de EMD reemplazaran las turbinas, y el DDA40X era un desarrollo adicional. Cuarenta y siete se construyeron entre junio de 1969 y septiembre de 1971, excepto # 6900, entregado en abril a tiempo para participar en las celebraciones del centenario de la finalización del Primer Ferrocarril Transcontinental conduciendo el "Gold Spike Limited" y llegando a Salt Lake City, Utah, en la mañana del 10 de mayo de 1969. Las unidades numerado de 6900 a 6946, con 6936 todavía en servicio.
La DDA40X tiene 30 metros de largo. La estructura fue fabricada por un contratista externo, John Mohr Company de Chicago, ya que la longitud del marco excedió las capacidades de la planta de EMD. El uso de más de un motor primario en una sola locomotora no era algo nuevo; la serie E eran populares locomotoras de doble motor, y Baldwin había producido (pero no vendido) una locomotora con cuatro motores diesel.

## Características
La 'X' en la designación representaba eXperimental, ya que las locomotoras DDA40X se usaron como bancos de pruebas para la tecnología que entraría en los futuros productos de EMD. Los sistemas de control electrónico modulares utilizados posteriormente en la línea de locomotoras Dash-2 de EMD se usaron por primera vez en el DDA40X y el 4200 HP SD45X. Las locomotoras fueron las primeras en poder realizar pruebas de carga con sus resistencias dinámicas de frenado como carga eléctrica, por lo que no se requirió equipo externo. El DDA40X usaba la cabina de nariz ancha de las unidades de capó FP45. Este diseño era superficialmente similar a la cabina de confort canadiense introducida por Canadian National poco después en 1973, pero carecía de los refuerzos estructurales introducidos en el CN, diseño que se llevaron a futuras cabinas "anchas".
En 1974, con un promedio de 22.000 millas por mes, la mayoría de las unidades DDA40X habían recorrido más de 1.000.000 de millas y necesitaban más mantenimiento. A principios de la década de 1980, este factor, junto con otros problemas, incluida la mayor eficiencia de las locomotoras más nuevas, como la SD40-2 y sumado a la recesión nacional, llevaron a que las 45 unidades restantes se retiraran de circulación. A principios de 1984, cuando se recuperó el tráfico ferroviario, Union Pacific sacó del mercado 25 unidades DDA40X y las reconstruyó para volver al servicio; 15 unidades inservibles fueron retiradas en junio de ese año. Todas las unidades DDA40X se retiraron en mayo de 1985. Sin embargo, la 6936 todavía está en servicio con UP, aunque principalmente para servicio de excursiones.
La única unidad operacional superviviente, UP 6936, está clasificada por la Union Pacific como un DD40X en lugar de una DDA40X, como lo demuestra la designación del modelo en la cabina de la locomotora.

## Ejemplos sobrevivientes
Trece ejemplos sobreviven, incluida una unidad (6936) que todavía está en servicio con Union Pacific.

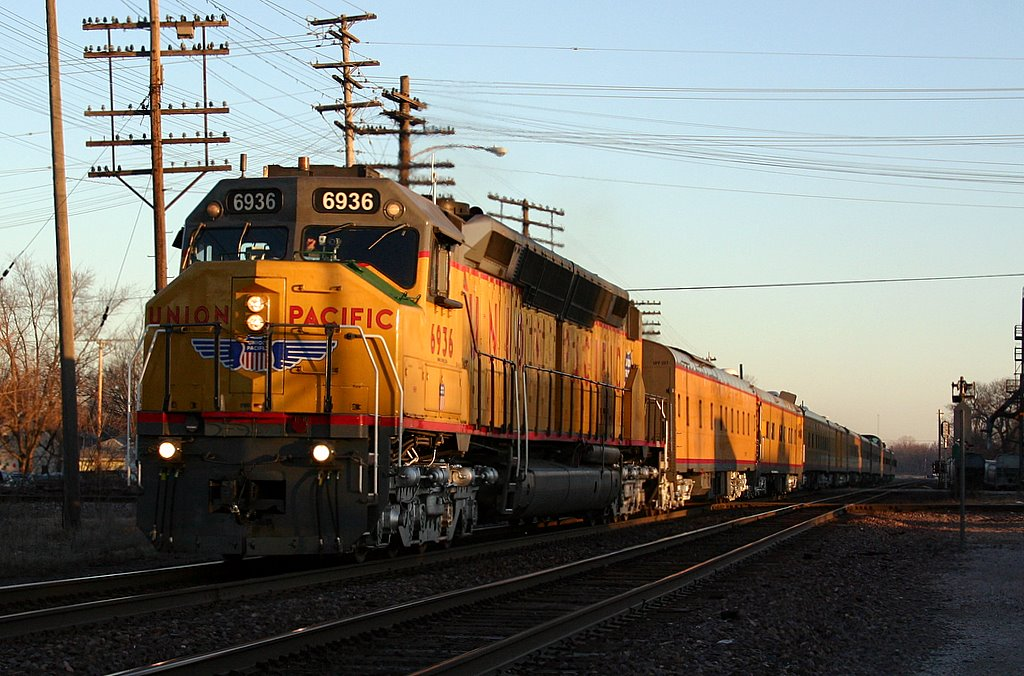
Union Pacific #6936 es el único DDA40X que aún está en servicio con Union Pacific Railroad, aunque se usa principalmente para transportar excursiones.

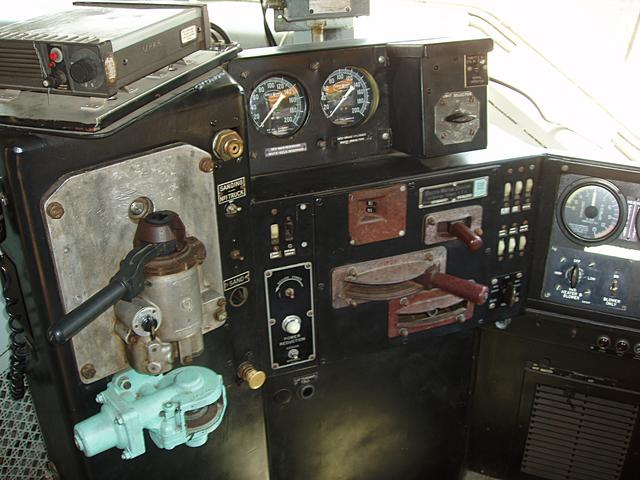
El puesto de control del ingeniero.

- 6900 - Kenefick Park, Omaha, Nebraska
- 6901 - Ross Park, Pocatello, Idaho
- 6911 - Museo de Tecnología de México, Ciudad de México
- 6913 - Museo del Ferrocarril Americano, Frisco, Texas
- 6915 - Capítulo del Sur de California, Sociedad Histórica de Ferrocarriles y Locomotoras, Fairplex, Pomona, California
- UP 6916 - Museo del Ferrocarril del Estado de Utah, Ogden, Utah
- Union Pacific 6922 - Cody Park, North Platte, Nebraska
- 6925 - Almacenado en el patio ferroviario de Dakota Southern Railway ubicado en Chamberlain, Dakota del Sur. Se utiliza para piezas y almacenamiento de combustible.
- 6930 - Illinois Railway Museum, Union, Illinois. Utilizado solo como cabina de control, los generadores y motores actualmente no funcionan.
- Union Pacific 6936 - Todavía en servicio con Union Pacific Heritage Fleet.
- 6938 - North Little Rock, Arkansas Se encuentra frente a la instalación de locomotoras Jenks.
- 6944 - Museo del Transporte, San Luis, Misuri, enviado a Altoona en julio de 2014 para restauración cosmética, que se completó en mayo de 2015 y ahora está de vuelta en exhibición en Museum of Transportation, San Luis, Misuri en junio de 2015.
- 6946 - Western Pacific Railroad Museum, Portola, California. El último DDA40X construido. Esta locomotora está bastante completa y exposición estática.